# Dopo Cristo
La locuzione italiana dopo Cristo, comunemente abbreviata in d.C., denota la seconda delle due fasi di un particolare sistema di datazione temporale al cui centro viene posta quella che fu erroneamente ritenuta la data di nascita di Gesù Cristo, fondatore del cristianesimo.

## Finalità
La locuzione denomina complessivamente il periodo temporale seguente la nascita di Cristo, ma è normalmente utilizzata per indicare specificamente singoli o più anni a essa successivi e progressivamente computati in senso crescente di una unità. Se il contesto è chiaro la locuzione viene normalmente sottintesa. Un sinonimo di dopo Cristo è l'espressione Era cristiana.

## La locuzione in latino e in inglese
Dopo Cristo deriva dalla locuzione latina post Christum natum (dopo la nascita di Cristo), comunemente abbreviata in p. C.n. e a volte anche in p. C., sottintendendo natum. Sinonimi in latino sono Anno Domini e Anno Salutis, traducibili come "nell'anno del Signore" e "nell'anno della Salvezza" rispettivamente: queste due locuzioni vengono inserite prima dell'anno (ad esempio, Anno Domini 2010 per indicare l'anno 2010).
La locuzione lingua inglese equivalente è In the year of the Lord (Nell'anno del Signore) di solito abbreviata in AD (da Anno Domini), come in latino. Viene usata, sia nella forma estesa che in quella abbreviata, in modo simile all'uso latino, premettendola all'anno (ad esempio, AD 2010 per indicare l'anno 2010). Un'espressione equivalente in inglese è common era (era comune), comunemente abbreviata in CE; tale espressione è formulata in modo da evitare qualunque riferimento al cristianesimo. Il concetto di "era comune" come periodo di tempo successivo alla nascita di Cristo viene ripreso anche in italiano con l'espressione Era volgare, comunemente abbreviata in e.V., talvolta utilizzata come equivalente laica dell'espressione Era cristiana.

## Il sistema di datazione
Il sistema di datazione sotteso all'uso di queste locuzioni comporta la suddivisione del tempo in due fasi il cui spartiacque è la nascita di Cristo:
- la fase iniziale, espressa dalla locuzione avanti Cristo;
- la fase finale, iniziata con il giorno stesso della nascita di Cristo.

Non esiste un anno zero, e l'anno 1 d.C. segue direttamente l'anno 1 a.C. Nella cronologia degli astronomi esiste un anno 0, corrispondente all'anno 1 a.C., cosicché l'anno 1 degli astronomi corrisponde all'anno 1 d.C.; l'anno 2 a.C. è per gli astronomi l'anno -1 (meno uno).
Questo sistema temporale-computativo, inteso quale insieme delle due fasi, è stato storicamente considerato solo sotto il profilo teologico e non anche sotto quello culturale, profilo che si è ormai imposto con l'interazione sempre più organica tra le distinte culture; limitatamente agli anni dopo Cristo, questo sistema è particolarmente usato in tutti i testi di religione cristiana e nella quasi totalità dei testi storici occidentali a iniziare da alcuni secoli dopo la nascita di Cristo. Attualmente, per convenzione, è in uso, anche per scopi commerciali e scientifici, in quasi tutti i Paesi del mondo tranne che in alcune nazioni fra cui la Cina e i Paesi arabi. Da diversi decenni esso è infatti lo standard di riferimento nelle relazioni internazionali specie se multilaterali, riconosciuto da istituzioni internazionali come le Nazioni Unite e l'Unione Postale Universale, le quali suggeriscono ai propri uffici di accompagnare anche tale datazione a qualsivoglia altra datazione scelta nell'estensione dei propri documenti.